# Saxifraga substrigosa
Saxifraga substrigosa là một loài thực vật có hoa trong họ Saxifragaceae. Loài này được J.T. Pan miêu tả khoa học đầu tiên năm 1982.